# Skania (ferry)
Le Skania est un navire mixte de la compagnie polonaise Unity Line. Construit entre 1994 et 1995 par les chantiers Schichau-Seebeckwerft en Allemagne pour la compagnie grecque Superfast Ferries, il portait initialement le nom de Superfast I (en grec : Σουπερφαστ I, Souperfast I). Mis en service en juin 1995 entre la Grèce et l'Italie, il est le premier navire de la compagnie Superfast mais aussi l'un des plus sophistiqués au monde à l'époque. Vendu en 2004 à l'armateur italien Grimaldi, il est renommé Eurostar Roma et navigue entre l'Italie et l'Espagne sous les couleurs de la compagnie Grimaldi Ferries de 2004 à 2008. Revendu à la compagnie polonaise Unity Line, il effectue des traversées entre la Pologne et la Suède depuis septembre 2008 sous le nom de Skania.

## Histoire

### Origines et construction
En 1993, Pericles Panagopulos, fondateur du groupe grec Attica, et son fils Alexander, créent la compagnie Superfast Ferries. Leur ambition est d'exploiter des car-ferries à la pointe de la technologie entre la Grèce et l'Italie. À cette époque, les navires en service sur ces lignes sont pour la plupart d'anciens ferries de seconde main vieillissants. De plus, le contexte géopolitique tendu dans les Balkans en raison des guerres de Yougoslavie rend impossible tout déplacement en voiture dans cette région, conduisant à une augmentation croissante du nombre de passagers sur les lignes Grèce - Italie.
La jeune compagnie commande alors aux chantiers allemands Schichau-Seebeckswerft deux premiers navires baptisés Superfast I et Superfast II. Ces unités sont conçues pour transporter un grand nombre de passagers et de véhicules. Leur garage est étudié pour pouvoir transporter une quantité élevée de fret, dont le trafic est lui aussi affecté par les conflits en Yougoslavie. Deux niveaux couvrant au total la hauteur de quatre ponts sont attribués au garage accessible par trois portes rampes. Les locaux des passagers sont également variés avec un restaurant à la carte, une cafétéria, un bar mais aussi une piscine extérieure.
Mais la caractéristique la plus importante réside dans le fait que ces navires sont prévus pour naviguer à des vitesses de plus de 27 nœuds. Ils sont en effet conçus comme un croisement entre un ferry classique et un navire à grande vitesse. Ils combinent ainsi les dimensions et le confort d'un ferry et des vitesses avoisinant celles d'un NGV, permettant par ailleurs de considérablement réduire le temps de traversée. Ces performances sont permises par la sophistication des quatre moteurs Sulzer ainsi que par la forme de leur coques. Avant même leur livraison, Superfast fait déjà leur promotion dans toute la Grèce.
Le Superfast I est lancé le 30 juillet 1994. Le navire est baptisé simultanément avec son jumeau le Superfast II durant une double cérémonie à Bremerhaven le 25 mars 1995. Le Superfast I est ensuite livré à Superfast le 6 avril suivant.

### Service

#### Superfast (1995-2003)
Après avoir quitté l'Allemagne puis rejoint la Grèce, le Superfast I est mis en service le 15 avril 1995 entre Patras et Ancône. Il est rejoint au mois de juin par le Superfast II. Les deux navires sont alors les plus modernes naviguant sous pavillon grec, leur vitesse permet de traverser la mer Adriatique en 20 heures au lieu de 35 jusqu'alors, ce que Superfast mettra en avant dans leurs campagnes publicitaires ayant pour slogan « deux jours de plus en vacances ». Leur succès va inciter la compagnie à commander deux autres navires aux caractéristiques similaires dès 1996, mais également les concurrents, tel que Minoan Lines, à doter leur flotte d'unités semblables.
Si le succès du Superfast I et de son jumeau ne se dément pas, ceux-ci rencontrent cependant quelques problèmes en raison des infrastructures portuaires grecques et italiennes peu adaptées aux méthodes sophistiquées de chargement des deux navires qui doivent systématiquement embarquer les véhicules et le fret par l'arrière, ce qui a pour conséquence de ralentir les opérations commerciales. Alors que des rampes de chargement permettant l'embarquement simultané aux garages inférieur et supérieure sont présentes à l'avant et à l'arrière, celles-ci se révèlent inutile.
En mars 1998, à la suite de l'entée en flotte des nouveaux Superfast III et Superfast IV, le Superfast I et son jumeau sont déplacés sur la ligne Patras - Igoumenítsa - Bari.
Avec la rude concurrence que se livrent Minoan Lines et Superfast, cette dernière enchaîne les commandes de navires neufs et remplace successivement ses anciens navires. Après s'être séparée de la seconde paire et du Superfast II entre 2002 et 2003, Superfast cède le Superfast I en février 2004 au groupe Grimaldi, un important armateur italien.

#### Grimaldi Ferries (2004-2008)
Réceptionné par l'armateur Grimaldi, le navire est renommé Eurostar Roma. Après quelques travaux de transformation, consistant notamment à la mise en peinture aux couleurs de Grimaldi Ferries, le navire est mis en service le 15 mars 2003 entre l'Italie et l'Espagne dans le cadre de la mise en place des autoroutes maritimes, organisées par Grimaldi et l'Union européenne.
En mai 2005, le navire est légèrement endommagé lors d'une tempête alors qu'il se trouve dans le golfe du Lion. Il est par la suite réparé à Barcelone.
Devant le succès rencontré par la ligne, Grimaldi lance la construction de navires plus imposants destinés à supplanter l‘Eurostar Roma et l‘Eurostar Barcelona. En prévision de l'entrée en flotte du gigantesque Cruise Roma en 2008, l‘Eurostar Roma est vendu à la société polonaise Polish Steamship Co.
À la mise en service du Cruise Roma, le navire navigue brièvement entre l'Italie continentale, la Sicile et la Tunisie entre avril et mai avant de quitter définitivement la flotte.

#### Unity Line (depuis 2008)

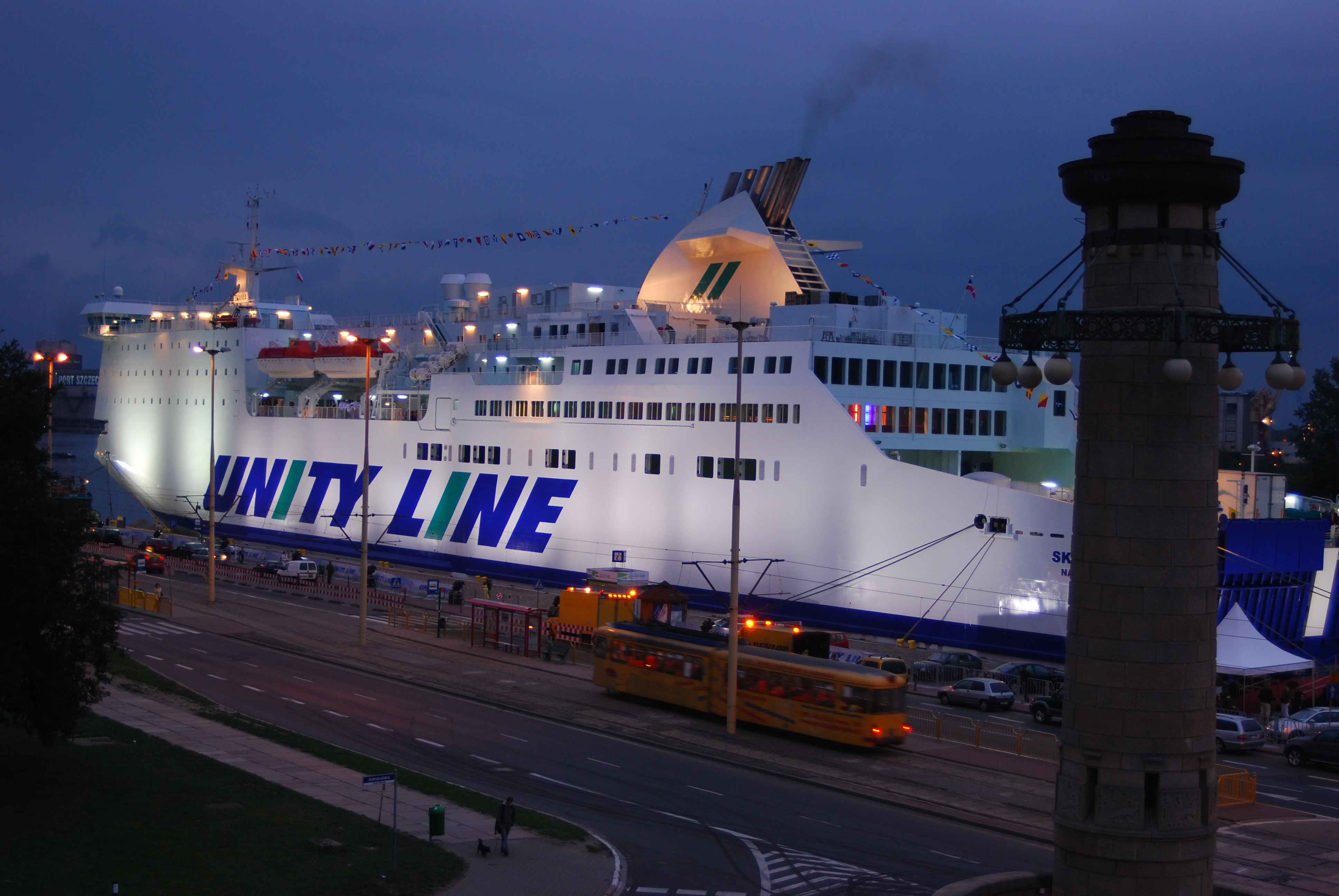
Le Skania juste avant sa mise en service.

Rebaptisé Skania, le navire quitte l'Italie pour rejoindre la Pologne. Arrivé à Świnoujście le 21 mai 2008, il prend ensuite la direction de Szczecin afin de bénéficier de quelques transformations avant sa mise en service. Outre le passage sous les couleurs de la compagnie Unity Line, quelques modifications sont entreprises à l'arrière avec la suppression du bar-piscine, remplacé par de nouvelles installations.
À la suite des travaux, le navire part pour Ystad en Suède où il effectue des essais d'accostage le 26 août. De retour en Pologne, son baptême est célébré le 29 août à Szczecin puis le navire est présenté au public les jours suivants. Le Skania débute ensuite ses rotations entre Świnoujście et Ystad le 1er septembre 2008.
Le 17 février 2009, alors qu'il réalise une traversée vers la Suède, le navire entre en collision avec un autre bâtiment. Les dégâts étant peu importants, il est autorisé à rallier Ystad.
Entre mai et septembre 2010, le Skania effectue, en plus de son affectation principale, des traversées supplémentaires entre Ystad et Rønne, sur l'île danoise de Bornholm. Le trafic est toutefois perturbé en juin sous décision des autorités danoises en raison de l'absence de personnel parlant au moins une langue scandinave à bord. Les traversées reprendront quelques jours plus tard après que les autorités aient identifié huit locuteurs de langues scandinaves parmi le personnel. L'expérience sera reconduite entre mai et septembre 2011.

## Aménagments
Le Skania possède 8 ponts. Bien que le navire s'étende sur 10 ponts, deux sont inexistants au niveau des garages pour permettre le transport du fret, bien qu'ils soient comptabilisés. Les locaux des passagers couvrent la totalité des ponts 7 et 8 et sur une partie du pont 9. L'équipage loge pour sa part majoritairement sur le pont 9. Le garage occupe la totalité des ponts 3 et 5 et une partie des ponts 1 et 2.

### Locaux communs
À sa mise en service en 1995, le Superfast I possédait des installations fonctionnelles telles qu'un self-service, un restaurant, un bar et un salon fauteuils situés sur le pont 7 et une piscine située sur le pont 8.
Depuis 2008, sous les couleurs de Unity Line, le navire est équipé d'une cafétéria, d'un restaurant, d'un bar, d'un bar-disco, d'un night-club, d'un casino, d'une boutique et d'une parfumerie.

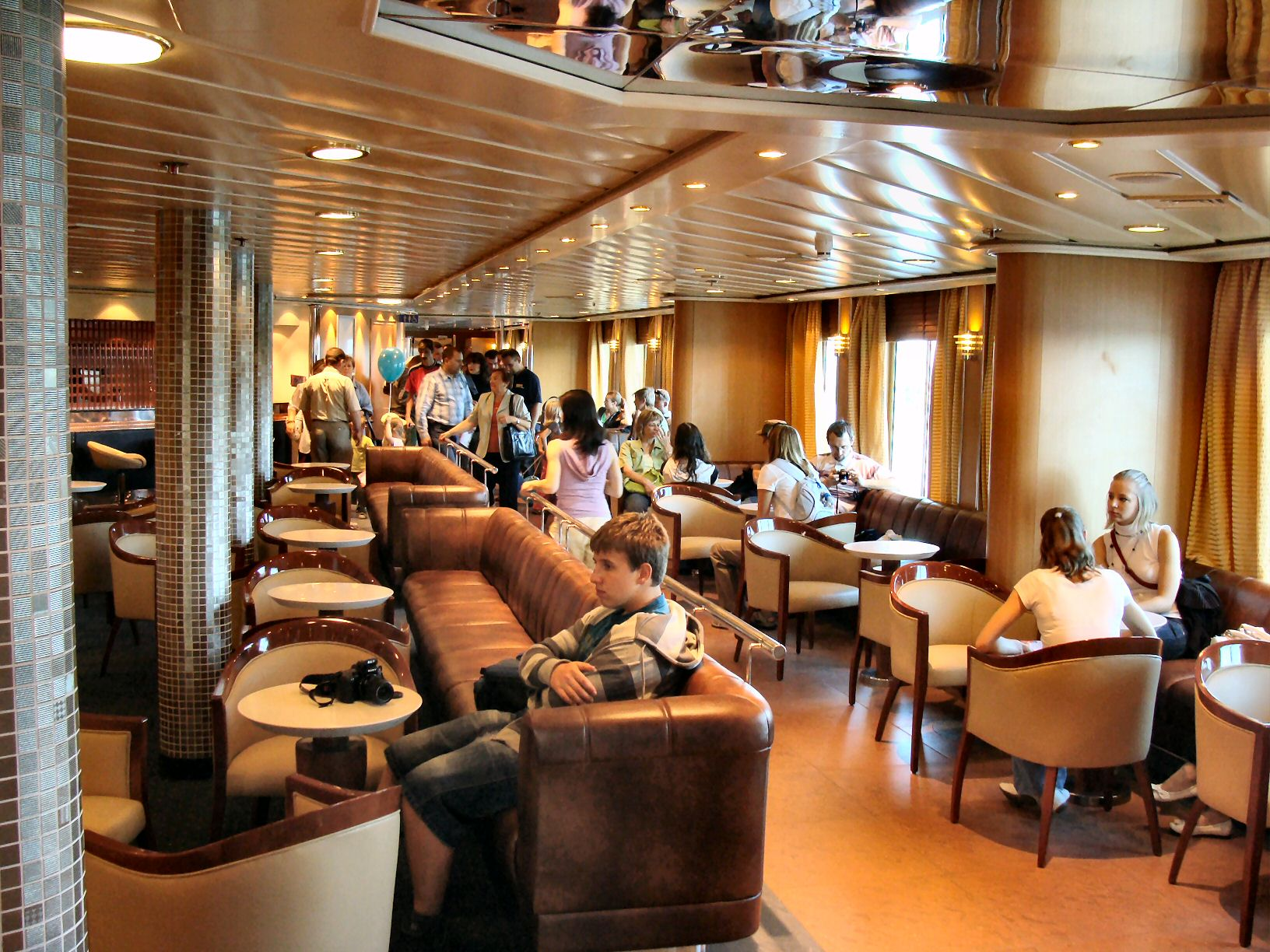
Bar-salon situé au pont 7.
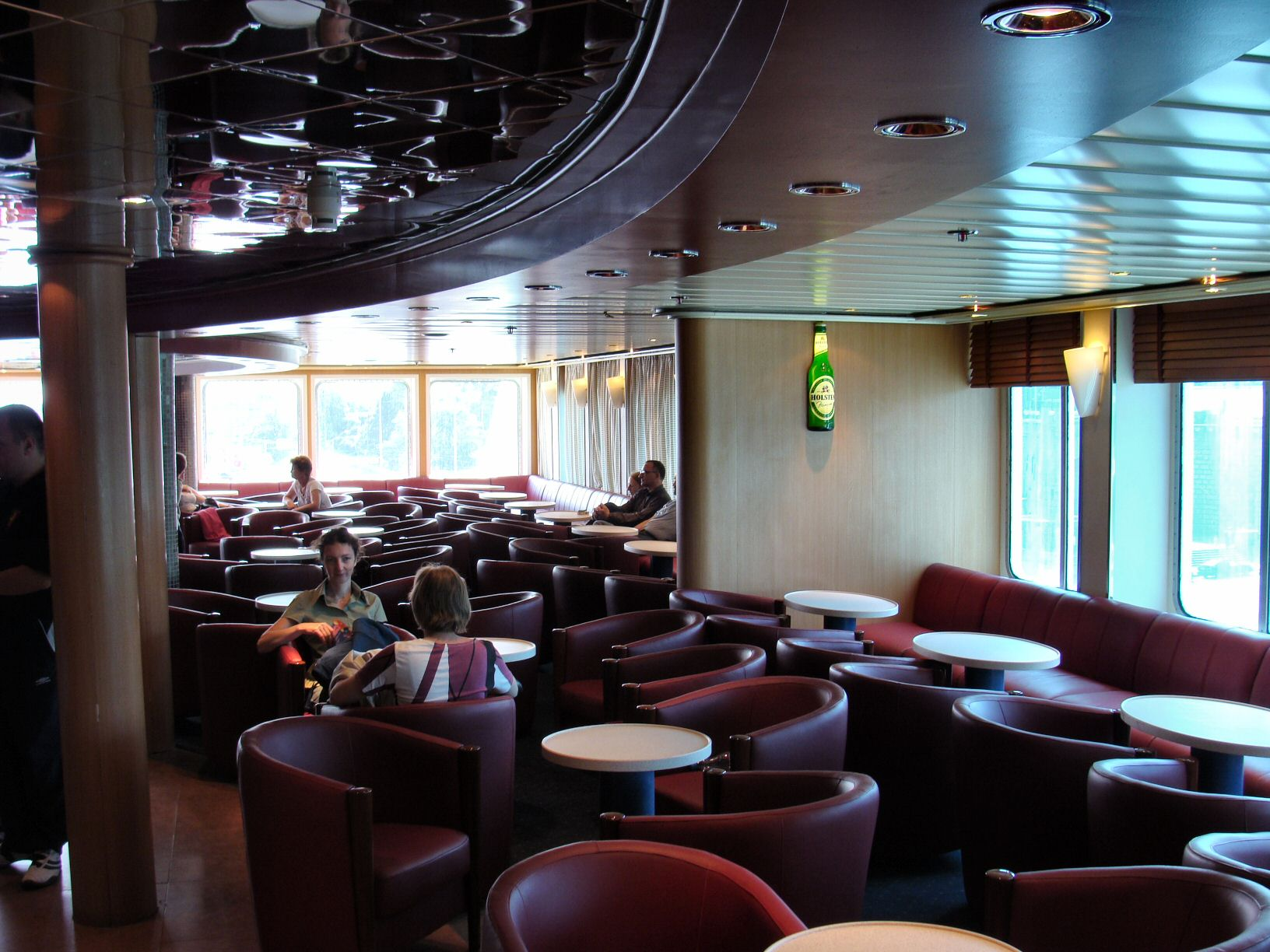
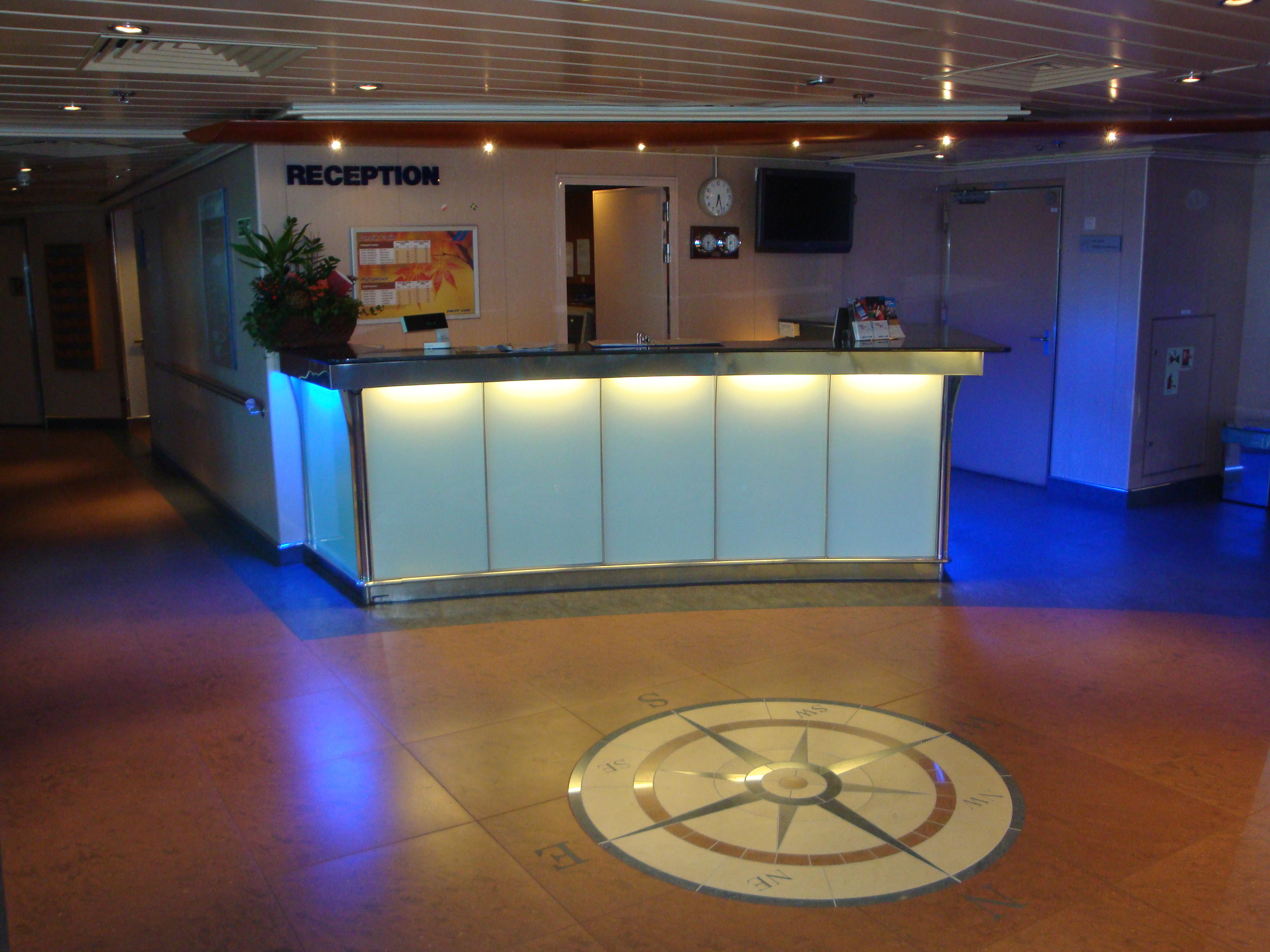
Récéption au milieu du pont 7.
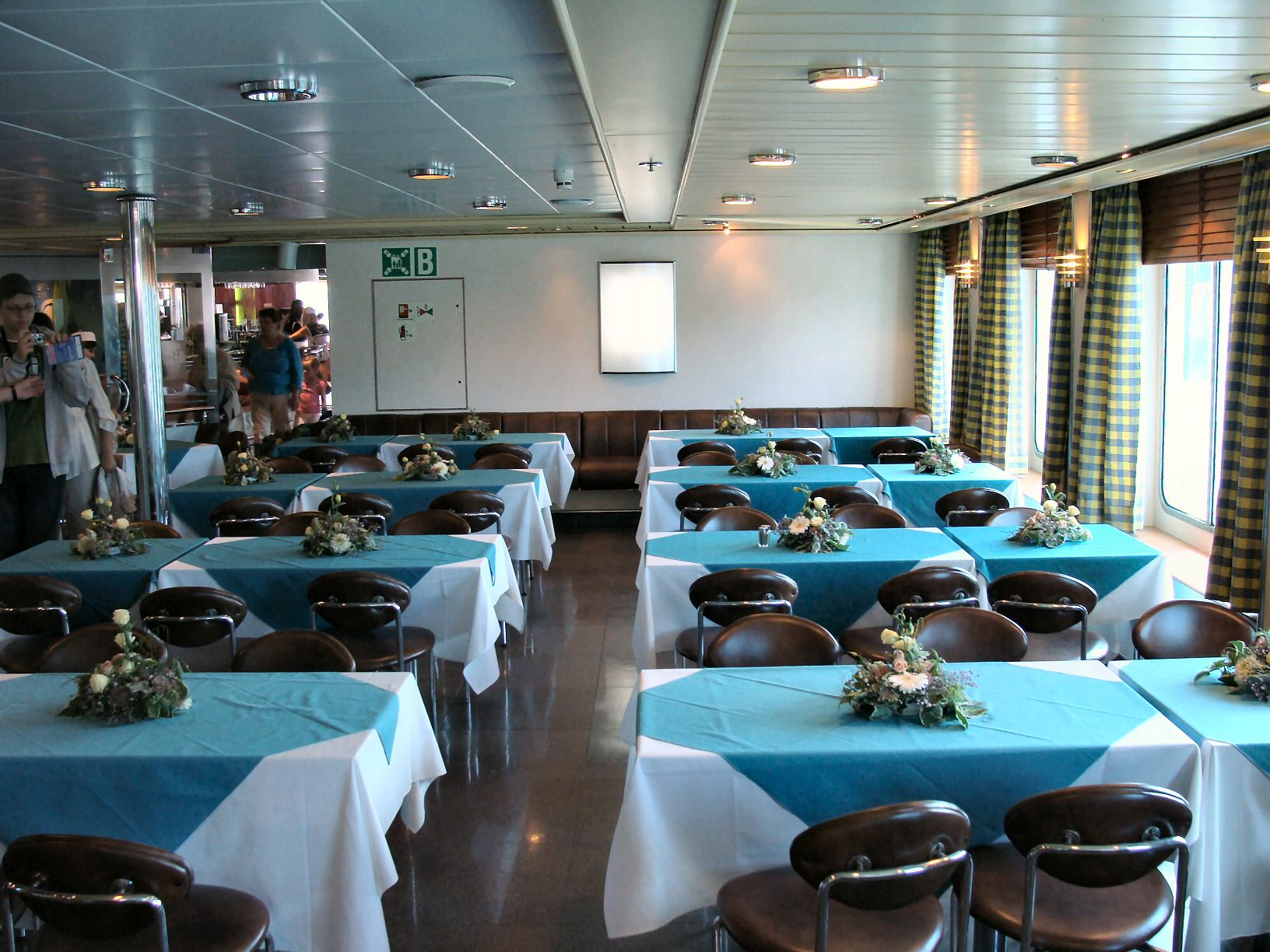
Restaurant à la carte au pont 7 arrière.

### Cabines
Le Skania dispose d'environ 200 cabines internes et externes situées sur les ponts 7 et 8, majoritairement vers l'avant du navire. D'une capacité de deux à quatre personnes pour la plupart et de trois personnes pour d'autres, toutes sont pourvues de sanitaires complets comprenant douche, WC et lavabo. Au début de sa carrière, un salon fauteuils était également présent au milieu du pont 7.

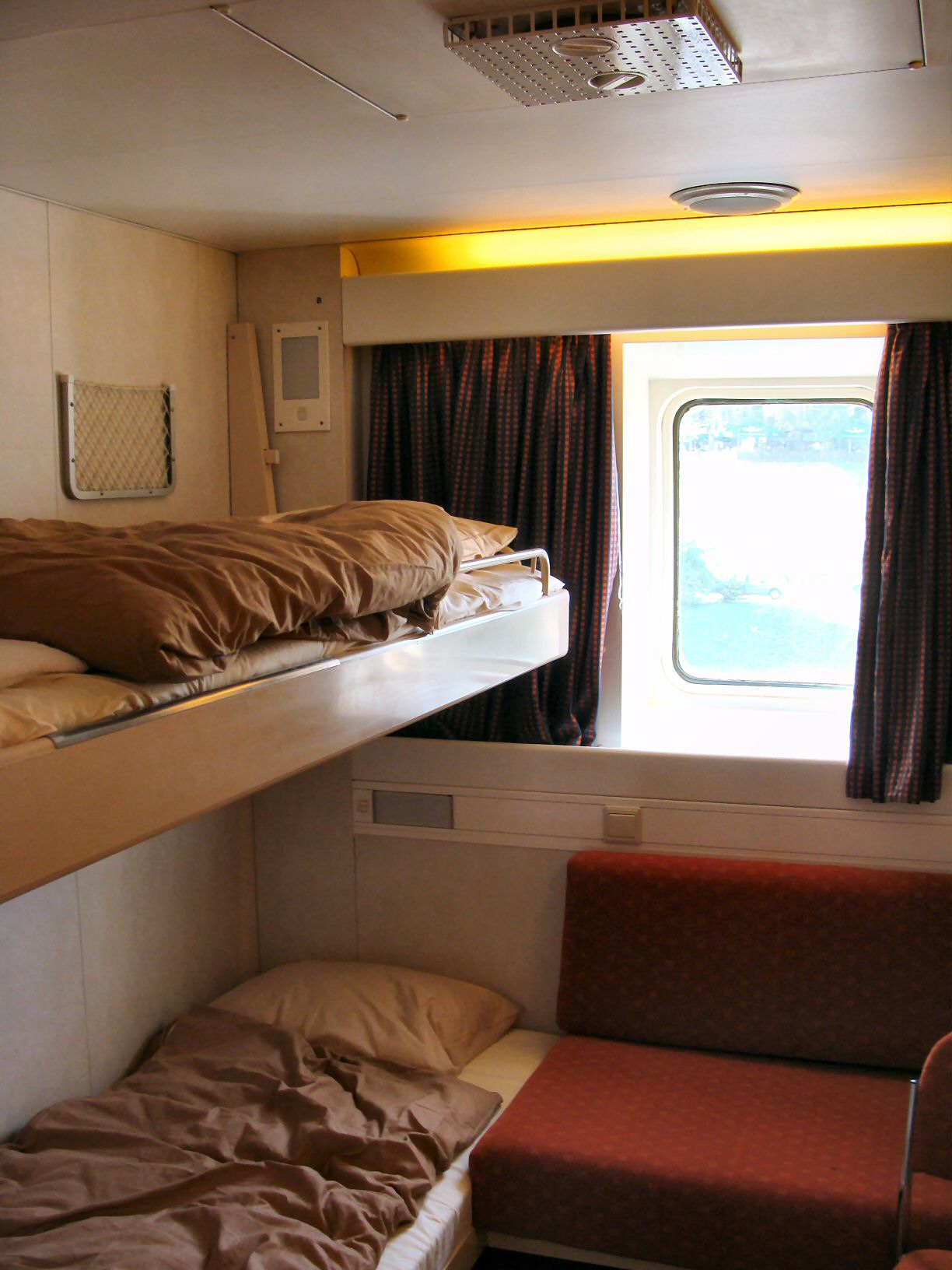
Cabine extérieure standard.
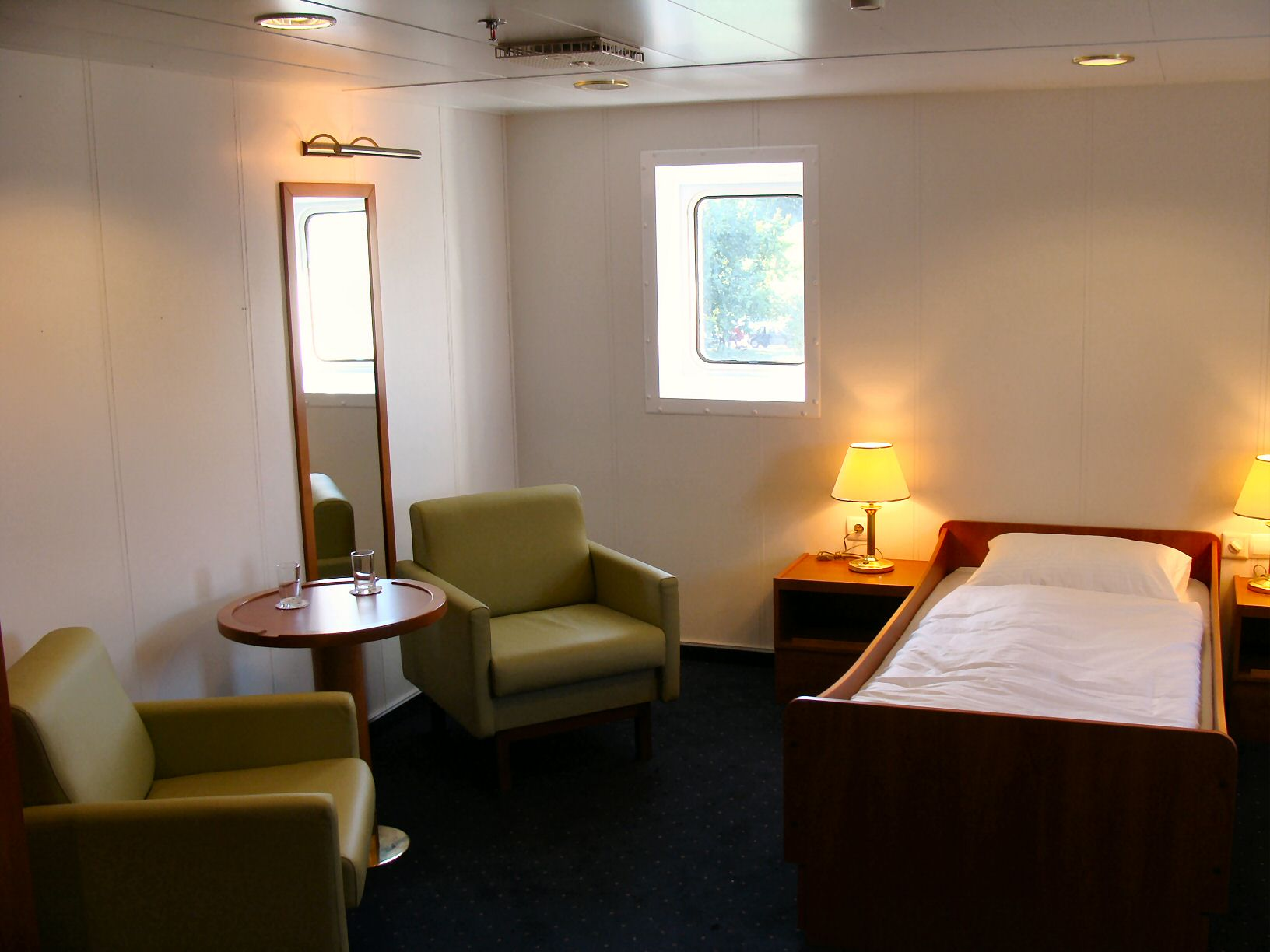
Cabine luxe

## Caractéristiques
Le Skania mesure 173,70 mètres de long pour 24 mètres de large, son tonnage était à l'origine de 23 663 UMS avant d'être porté en 2008 à 23 933 UMS. Le navire peut accueillir 1 400 passagers et possède un garage pouvant contenir 850 véhicules répartis sur quatre niveaux. Le garage est accessible par deux portes rampes situées à la poupe et une porte rampe située à la proue, une troisième de plus petite taille également située à la poupe permet aux passagers piétons de directement rejoindre les ponts supérieurs. La propulsion du Skania est assurée par quatre moteurs diesels Wärtsilä-Sulzer 12ZAV40S développant une puissance de 34 550 kW entrainant deux hélices faisant filer le bâtiment à une vitesse de 27 nœuds. Le navire possède quatre embarcations de sauvetage de grande taille, une embarcation semi-rigide de secours et plusieurs radeaux de sauvetage.

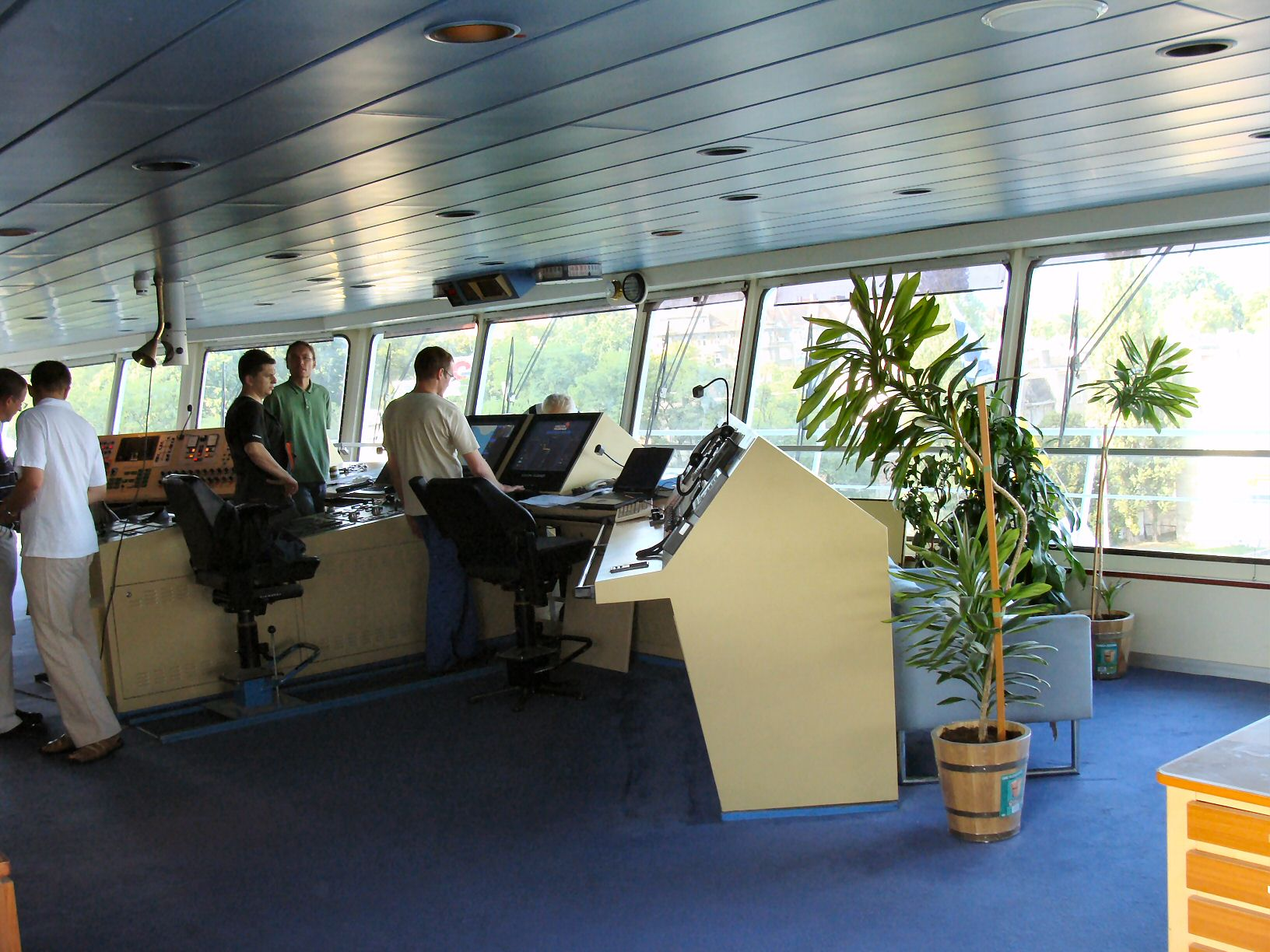
Passerelle de navigation.
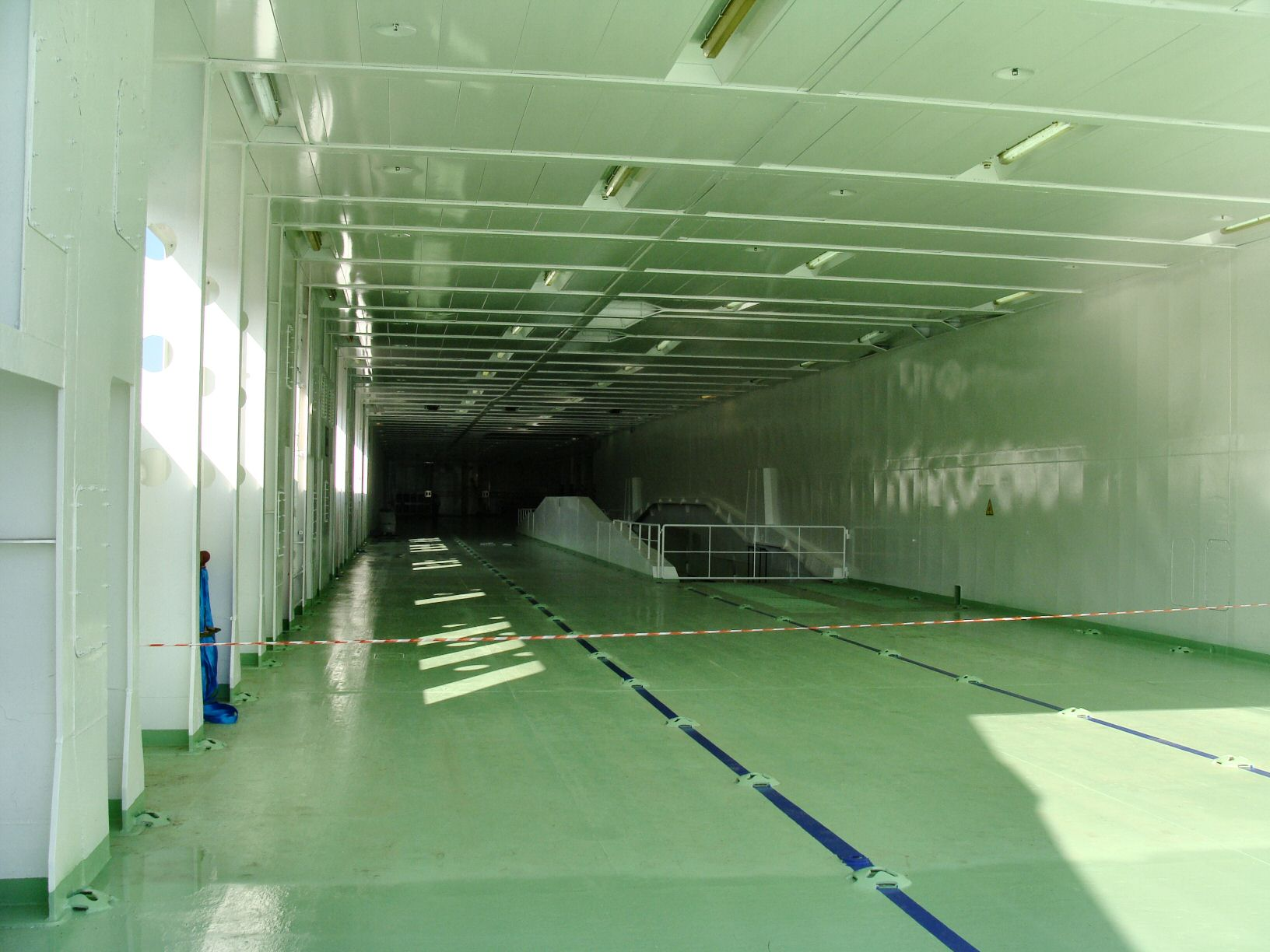
Pont garage supérieur.

## Lignes desservies
De 1995 à 1998, le Superfast I naviguait avec son jumeau entre la Grèce et l'Italie sur la ligne Patras - Ancône qu'il effectuait en un peu plus de 20 heures. En 1998, il est transféré sur la ligne Patras - Igoumenítsa - Bari.
À partir de 2004, le navire a navigué sur la route de Grimaldi Ferries entre l'Italie et l'Espagne sur la ligne Civitavecchia - Barcelone. Il a brièvement servi entre Civitavecchia ou Salerne vers Palerme et Tunis.
Depuis 2008, le navire effectue la liaison entre la Pologne et la Suède sur la ligne Świnoujście - Ystad. Il relie parfois Ystad à l'île danoise de Bornholm durant les saisons estivales.

## Sister-ship
- Mega Express Four mis en service en juin 1995 sous le nom de Superfast II, naviguant actuellement pour le compte de la compagnie corse Corsica Ferries.